# Columbus Quest 1998-1999
La stagione 1998-99 delle Columbus Quest fu la 3ª nella ABL per la franchigia.
Le Columbus Quest erano al primo posto nella Eastern Conference con un record di 11-3 al momento del fallimento della lega.

## Roster
| N° | Naz.                   | Ruolo | Sportivo         | Anno | Alt. | Peso |
| -- | ---------------------- | ----- | ---------------- | ---- | ---- | ---- |
|    | Stati Uniti (bandiera) | G     | Markita Aldridge | 1973 | 180  | 69   |
|    | Stati Uniti (bandiera) | G     | Latina Davis     | 1974 | 170  | 66   |
|    | Stati Uniti (bandiera) | G     | Tonya Edwards    | 1968 | 178  | 73   |
|    | Stati Uniti (bandiera) | A     | Stacey Ford      | 1969 | 188  | 84   |
|    | Stati Uniti (bandiera) | A     | Lisa Harrison    | 1971 | 185  | 74   |
|    | Stati Uniti (bandiera) | G     | Shannon Johnson  | 1974 | 170  | 69   |
|    | Stati Uniti (bandiera) | A     | Andrea Lloyd     | 1965 | 188  | 79   |
|    | Stati Uniti (bandiera) | A     | Angie Potthoff   | 1974 | 185  | 87   |
|    | Stati Uniti (bandiera) | GA    | Katie Smith      | 1974 | 180  | 79   |
|    | Stati Uniti (bandiera) | A     | Shanele Stires   | 1972 | 180  | 94   |
|    | Stati Uniti (bandiera) | G     | Sonja Tate       | 1971 | 167  | 71   |

## Staff tecnico
Allenatori: Brian Agler (5-1), Tonya Edwards (6-2)